# Seznam kongoških kardinalov
Seznam kongoških kardinalov.

## Demokratična republika Kongo
- Fridolin Ambongo Besungu
- Frédéric Etsou-Nzabi-Bamungwabi
- Joseph Malula
- Laurent Monsengwo Pasinya

## Republika Kongo
- Émile Biayenda